# زوران ميلوتينوفيتش
زوران ميلوتينوفيتش هو لاعب كرة قدم بوسني في مركز الوسط، ولد في 1 مارس 1988 في برييدور في البوسنة والهرسك. شارك مع منتخب البوسنة والهرسك تحت 21 سنة لكرة القدم. أما مع النوادي، فقد لعب مع إنتر زابرشيتش وسلافيا براغ.

## وصلات خارجية
- زوران ميلوتينوفيتش على موقع قاعدة بيانات كرة القدم.إي يو (الإنجليزية)
- زوران ميلوتينوفيتش على موقع Soccerbase.com (لاعب) (الإنجليزية)
- زوران ميلوتينوفيتش على موقع Soccerway.com (الإنجليزية)
- زوران ميلوتينوفيتش على موقع عالم كرة القدم.نت (الإنجليزية)